# Kat Swift
Katherine Lynette Swift (Shreveport, 6 de junio de 1973) también conocida como Kat Swift es una activista y política estadounidense, antiguamente copresidente del Partido Verde de Texas, y portavoz del Partido Verde Nacional de la Mujer.
Se postula como presidente para las elecciones presidenciales de 2008, por el Partido Verde, siendo uno de los postulantes más jóvenes.
En 2007 se postuló para el Ayuntamiento del Distrito Primero de San Antonio, Texas, obteniendo 1630 votos, lo que representó el 29,48% del total de sufragios y quedando en segundo lugar.